# Jalila Baccar
Jalila Baccar (arabe : جليلة بكار), née le 23 novembre 1952 à Tunis, est une dramaturge et actrice tunisienne pour le théâtre, le cinéma et la télévision.

## Biographie
Elle suit des études de lettres française à l'École supérieure de Tunis. Dès lors, elle accompagne son mari Fadhel Jaïbi dans toutes ses créations autant au théâtre qu'au cinéma.
En 1973, elle rejoint le théâtre du Sud à Gafsa. Elle est cofondatrice de la première compagnie privée du pays, le Nouveau Théâtre de Tunis, en 1976 et de la compagnie Familia Productions, aux côtés de Jaïbi, en 1993.
En 2003, elle décroche le Prix SACD de la Francophonie pour Araberlin.
Membre de l'Académie tunisienne des sciences, des lettres et des arts, elle est décorée des insignes de chevalier de l'ordre des Arts et des Lettres en 2010.
En 2014, Baccar et Jaïbi parrainent la 76e promotion de l'École nationale supérieure des arts et techniques du théâtre de Lyon.

## Distinctions
- Chevalière de l'ordre des Arts et des Lettres

## Œuvres

### Théâtre
- 1991 : Comedia de Fadhel Jaïbi (comédienne et co-dramaturge)
- 1993 : Familia de Fadhel Jaïbi (comédienne et co-dramaturge)
- 1995 : Les amoureux du café désert de Fadhel Jaïbi (comédienne et co-dramaturge)
- 1997 : Soirée particulière de Fadhel Jaïbi (comédienne et co-dramaturge)
- 1998 : À la recherche de Aïda (auteure et comédienne)
- 2001 : Junun de Fadhel Jaïbi (auteure et comédienne)
- 2002 : Araberlin de Fadhel Jaïbi (auteure)
- 2006 : Corps otages de Fadhel Jaïbi (auteure et comédienne)
- 2010 : Yahia Yaïch ou Amnesia de Fadhel Jaïbi (dramaturge, auteure et comédienne)
- 2013 : Tsunami de Fadhel Jaïbi (auteur)
- 2014 : Violence(s) de Fadhel Jaïbi (auteure, dramaturge et comédienne)[6]
- 2016 : Peur(s) de Fadhel Jaïbi (auteure, dramaturge et comédienne)
- 2019 : Madame M. de Essia Jaïbi (comédienne)

### Cinéma
- 1975 : Fatma 75 de Salma Baccar (comédienne)
- 1978 : La Noce de Fadhel Jaïbi et Fadhel Jaziri (comédienne)
- 1988 : Arab de Fadhel Jaziri et Fadhel Jaïbi (comédienne)
- 1990 : Poussière de diamant de Fadhel Jaïbi et Mahmoud Ben Mahmoud (comédienne)
- 1992 : La nuit sacrée de Nicolas Klotz (comédienne)
- 1998 : Civilisées[7] de Randa Chahal Sabbagh (comédienne)
- 2005 : Junun de Fadhel Jaïbi (scénariste et comédienne)